# شیپوری‌کوزگان
شیپوری‌کوزگان (نام علمی: Sarraceniaceae) نام یک خانواده از راسته خلنگ‌سانان است.